# طاعون قبرس
طاعون قبرس (انگلیسی: Plague of Cyprian) یک بیماری دنیاگیری بود که امپراتوری روم را از حدود سال ۲۴۹ تا ۲۶۲ میلادی تحت تأثیر قرار داد. گمان می‌رود طاعون باعث کمبود گسترده نیروی انسانی برای تولید مواد غذایی و ارتش روم شده و امپراتوری را در طول بحران قرن سوم به شدت تضعیف کرد.